# 嵩申
嵩申（1841年—1891年），完顏氏，字伯屏，號犢山，內務府滿洲鑲黃旗人，进士出身，清朝政治人物。諡文恪。

## 生平
崇實之子，一品廕生出身。
咸豐十一年（1861年）中式辛酉科順天鄉試舉人。同治四年（1865年），授太僕寺員外郎。五年（1866年）遷戶部郎中。
同治七年（1868年）中式戊辰科第三甲第三十八名進士。選翰林院庶吉士。十年（1871年），散館授翰林院檢討。以檢討協辦院事。十一年（1872年），加侍講銜。十二年（1873年），升翰林院侍講，仍協辦院事，充文淵閣校理、國史館協修官、功臣館纂修官。十三年（1874年），以翰林院侍講奏辦院事，充文淵閣校理、功臣館提調官，賞加四品銜。光緒元年（1875年），轉翰林院侍讀，奏辦院事，充功臣館提調官、實錄館纂修官、日講起居注官。二年（1876年），升翰林院侍講學士，在批本處行走，充日講起居注官、實錄館纂修官、咸安宮總裁、分教習庶吉士，充丙子科順天鄉試同考官。丁憂開缺。四年（1878年），充實錄館提調官。五年（1879年），補翰林院侍講學士，充實錄館提調官，加二品銜。
光緒七年（1881年），擢詹事府少詹事，隨即遷光祿寺卿。八年（1882年），擢內閣學士兼禮部侍郎銜，充文淵閣直閣事、壬午科順天鄉試滿監臨官。九年（1883年），擢禮部右侍郎。改戶部右侍郎兼管錢法堂事務，兼授正白旗漢軍副都統。充總管內務府大臣、管理溝渠河道大臣、覆勘試卷大臣、新科貢士覆試閱卷大臣、考試漢軍中書、專操大臣、散表禮大臣。十年（1884年），改戶部左侍郎兼管三庫事務，兼署工部左侍郎。武職改兼鑲藍旗滿洲副都統。仍充總管內務府大臣。派充朝審大臣、驗放大臣、致祭馬神、驗看月官、致祭昭顯廟。光緒十一年（1885年），兼鑲藍旗滿洲副都統、總管內務府大臣。派充乙酉科順天鄉試舉人覆試閱卷大臣、滿洲繙譯鄉試副考官、武鄉試磨勘試卷大臣、覆核朝審大臣、搜檢大臣，派遣驗看月官、致祭馬神、致祭內外城隍廟。光緒十二年（1886年），充總管內務府大臣、前引大臣、隨扈大臣，改正白旗滿洲副都統。派充丙戌科會試副總裁官、覆試武舉大臣、監放馬匹大臣、分賞狍鹿大臣、查估會典館工程、勘估寶泉局工程。光緒十三年（1887年），兼正白旗滿洲副都統，充總管內務府大臣、紫禁城值年大臣、左翼監督、管理御槍處事務，暫署左翼前鋒統領、上虞備用處管理大臣。派充監放駝馬大臣。派遣驗看月官、承修咸安宮工程。
光緒十四年（1888年），以戶部左侍郎署理理藩院左侍郎，隨即擢理藩院尚書。仍兼正白旗滿洲副都統，充總管內務府大臣、管理新舊營房大臣。派充考試應封宗室大臣、大徵副使、遞耒耜大臣、揀選營官大臣、勘估火神廟工程。光緒十五年（1889年），以理藩院尚書兼署工部尚書，九月丙辰，改刑部尚書。改兼鑲白旗漢軍都統，加太子少保銜，充總管內務府大臣、管理溝渠河道大臣、管理新舊營房大臣、紫禁城值年大臣、前引大臣。派充己丑恩科順天鄉試副考官、會典館副總裁官、新科貢士覆試閱卷大臣、朝考閱卷大臣、揀選營官大臣、值年旗查城大臣、題考八旗文童監射大臣、更換犧牲所值年大臣。派遣致祭馬神、稽查內七倉。光緒十六年（1890年），兼崇文門副監督、鑲白旗漢軍都統，充總管內務府大臣。派充會典館副總裁官、庚寅科貢士覆試閱卷大臣、殿試讀卷大臣、教習庶吉士、覆試武舉大臣、武會試監射大臣、前引大臣、隨扈大臣。派遣盤查戶部銀庫、驗看月官、致祭馬神、致祭內外城隍廟、致祭昆明湖龍神祠行禮、分賞狍鹿大臣。光緒十七年（1891年），兼鑲白旗漢軍都統，充總管內務府大臣，派充會典館副總裁官、辛卯科順天鄉試舉人覆試閱卷大臣、覆勘試卷大臣；派遣致祭內外城隍廟、承修重華宮等處工程。
同年十一月卒，欽派貝勒載濂帶領侍衛十員祭奠茶酒，追贈太子太保銜，賞陀羅經被、治喪銀五百兩、卹典如例，子一品蔭生志賢賞郎中，成年後分部行走。予諡文恪。

## 家庭
- 祖父麟慶，嘉慶十四年（1809年）己巳恩科进士。
- 父崇實，道光三十年（1850年）进士。母阿哈覺羅氏（胞兄内务府镶黄旗满洲、马兰镇总兵兼總管內務府大臣文謙，父江南織造克明額）。
- 原配妻杨佳氏，内务府镶黄旗汉军、道光二十五年乙巳科二甲进士宜振之胞侄女。繼配妻薩克圖氏（父正白旗蒙古、总管内务府大臣師曾，师曾的曾祖父为诺敏 (乾隆进士)）。
- 儿志賢。
- 女一完顏氏，嫁正藍旗蒙古巴魯特氏崇彝（字泉孫），其祖父道光六年進士柏葰。崇彝著有《道咸以来朝野杂记》、《选学斋书画寓目记》。
- 女二完顏氏，嫁克勤順郡王崧杰。
- 女三完顏氏，嫁正白旗滿洲喜塔臘氏熙徵，其父直隶总督裕祿。
- 孙女完顏氏，嫁第十代肅親王善耆之十一子憲原。